# Hôtel de ville de Saint-Quentin
L'hôtel de ville de Saint-Quentin (Aisne) est un bâtiment d'architecture civile du Bas Moyen Âge de Picardie. Il serait l’œuvre de Colard Noël, architecte valenciennois ayant œuvré sur le chantier voisin de la basilique de Saint-Quentin. Symbole des libertés communales, son architecture révèle une certaine influence flamande.

## Histoire
La construction de l'hôtel de ville de Saint-Quentin a débuté en 1331 et fut terminée en 1509. Le monument fut remanié pendant le troisième quart du XIXe siècle et très largement restauré en 1926 après la destruction de la ville pendant la Grande Guerre, dans le style Art déco par l'architecte Louis Guindez.
Le monument est classé au titre des monuments historiques par arrêté du 29 août 1984.

## Description extérieure

### Façade principale
La façade, de style gothique flamboyant, imprégnée de l'influence flamande, s'élève sur trois niveaux. Au rez-de-chaussée, un portique précède l'entrée du bâtiment. Au premier étage, neuf fenêtres à meneau éclairent une galerie ; elles sont surmontées de décorations sculptées identiques à celles du portique. Une balustrade surmontant le premier étage a été construite au début du XXe siècle. Au-dessus, le troisième étage est formé de trois pignons triangulaires décorés chacun d'un oculus. De chaque côté des écussons représentent les emblèmes des familles nobles de Moÿ, de La Fons, de la ville de Saint-Quentin, du Vermandois, de la famille d'Y et de la famille Dorigny. L'ensemble de la façade est orné d'un décor végétal de feuilles de chêne, de vigne et de chou frisé.
En 1759 fut érigé un campanile octogonal qui abrite un carillon de 37 cloches datant de 1924.

### Façade arrière
La façade arrière a été très remaniée. Viollet-le-Duc serait l'auteur de la grande baie vitrée éclairant l'ancienne chapelle. Une tourelle néogothique, réalisée par l'architecte Pinguet, date de 1865.

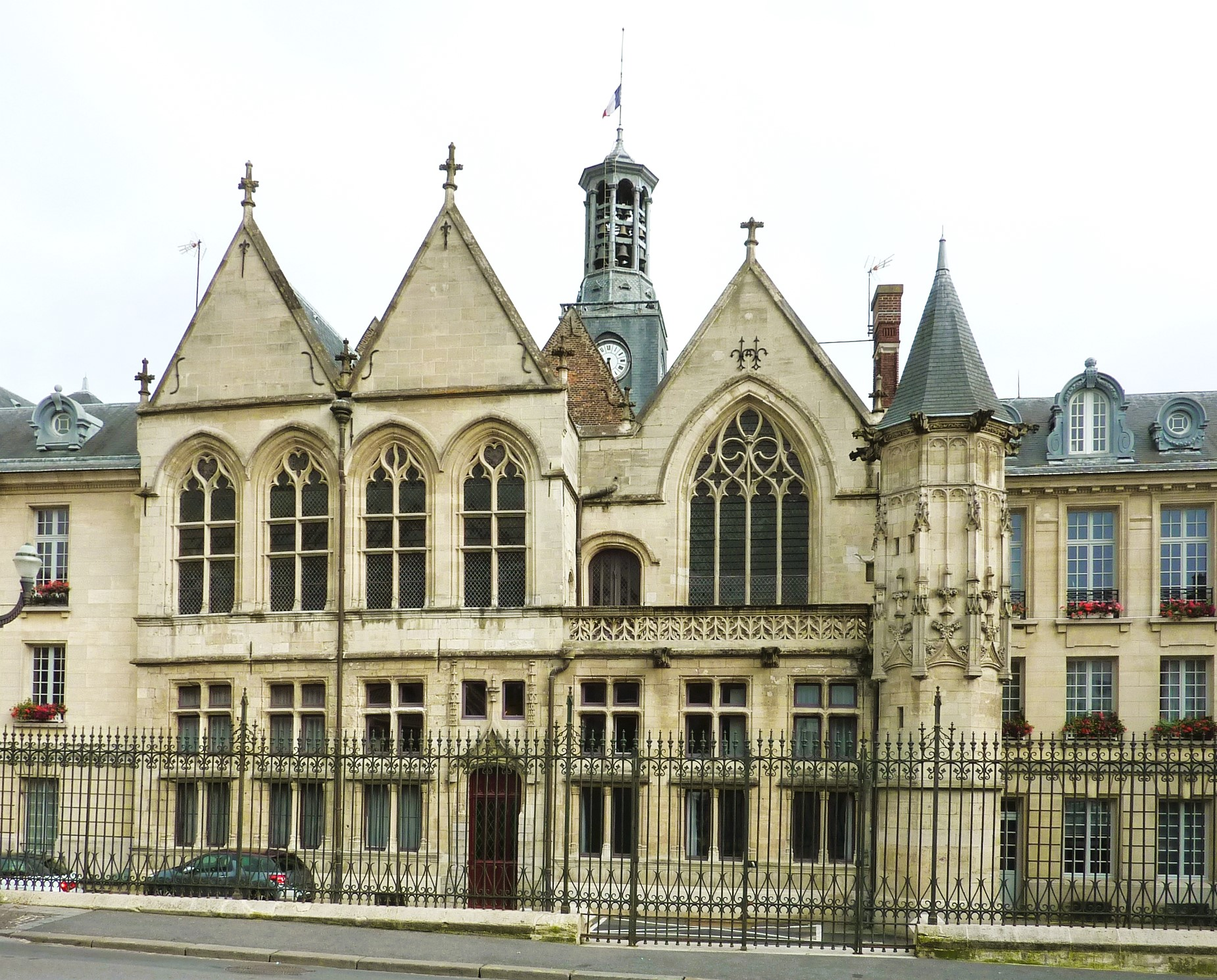
La façade arrière de l'hôtel de ville et sa tourelle néogothique.

## Description intérieure

### Étage

#### Salle des mariages
L'ancienne salle du Conseil municipal, devenue salle des mariages à l'occasion des travaux de réaménagement, possède une grande cheminée composée d'un manteau gothique et d'un couronnement Renaissance.
Cette salle dispose d'un plafond en carène de navire, composé d'une double voûte en bois prenant appui sur une poutre transversale. La voûte est doublée de bardeaux décorés d'étoiles peintes. La poutre transversale repose sur deux pierres sculptées représentant le jugement de Pâris et un écusson armorié. Elle est également pourvue de six têtes en bois peint. L'historien Charles Gomart y reconnait le mayeur d'enseigne, le geôlier, le mayeur, l'argentier, l'architecte et le fou .
Cette salle est décorée de peintures de Gabriel Girodon. À l'opposé, une porte à deux vantaux de style Louis XIV, offerte en 1719 par Etienne Fizeaux, négociant en toile de lin saint-quentinois, donne accès à l'ancienne chapelle, aujourd'hui salle d'attente des mariages.

#### Salle du conseil municipal
La salle du Conseil municipal et le hall voisin ont été réaménagés en 1925 par l'architecte municipal Louis Guindez dans le style Art déco. Elle a été classée au titre des monuments historiques par arrêté du 29 août 1984. Louis Guindez a travaillé en ensemblier et a conçu tous les éléments du décor,, : 
- les lambris et leurs quarante et un panneaux de palissandre et chêne de Hongrie sculptés de symboles de divers corps de métiers (réalisés par l'ébéniste saint-quentinois Émile Boussu) ;
- la frise sculptée surmontant l'estrade du maire, à la gloire des ouvriers anonymes de la reconstruction de la ville. Au-dessus de cette frise se trouve une surprenante Marianne signée du sculpteur Alphonse Émile Fivet ;
- la galerie haute (ancienne tribune de la presse) et son garde-corps en fer forgé (réalisé par la société saint-quentinoise Daled, Vally & Soriano) ;
- le mobilier : tables, chaises et fauteuils (réalisés par l'atelier d'ébénisterie parisien Jeanselme) ;
- les luminaires en verre et fer forgé : appliques, plafonniers et lampes de bureau.

En 1927, Louis Guindez a étendu son projet Art déco au bureau du maire (aujourd'hui disparu).

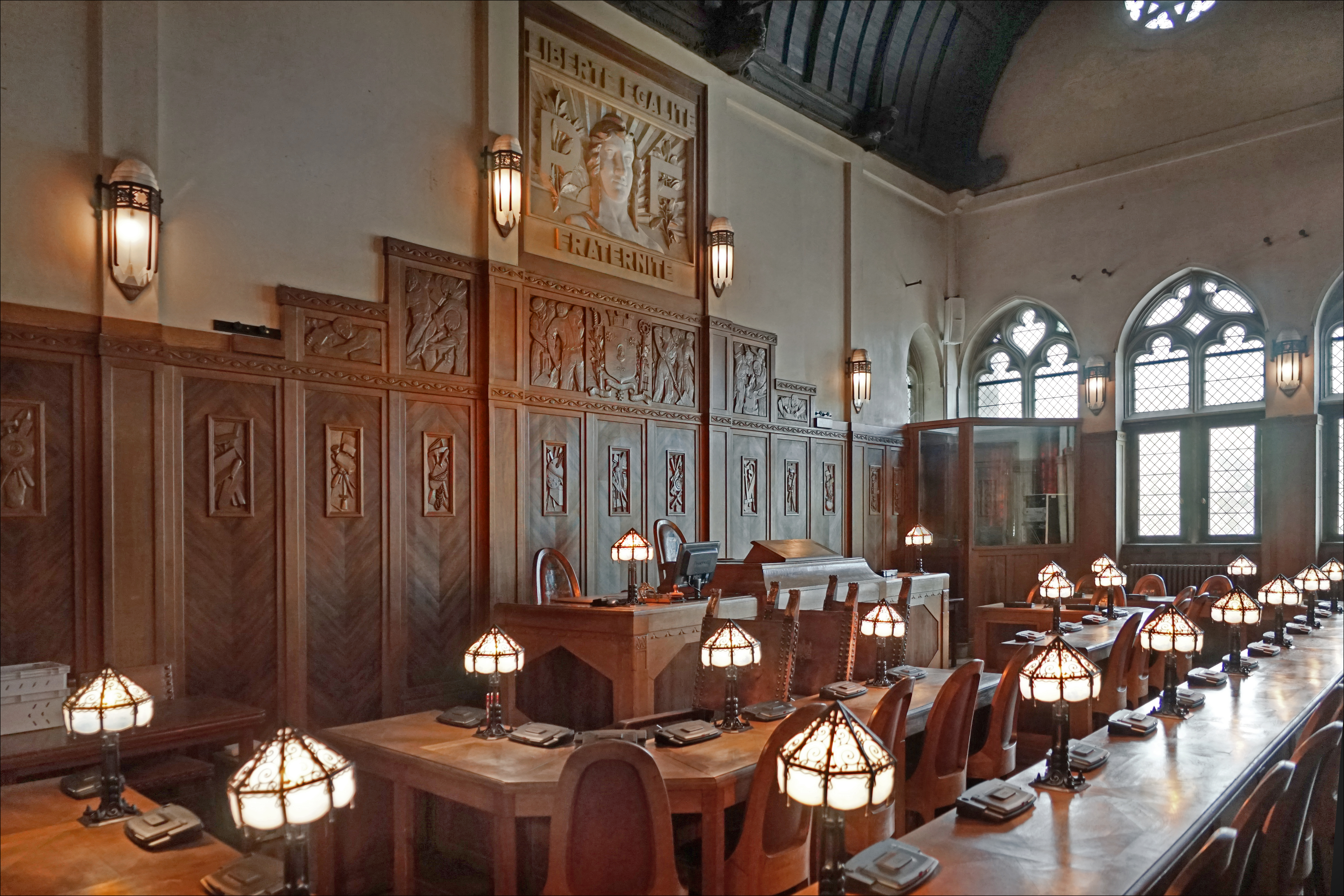
La salle du conseil municipal
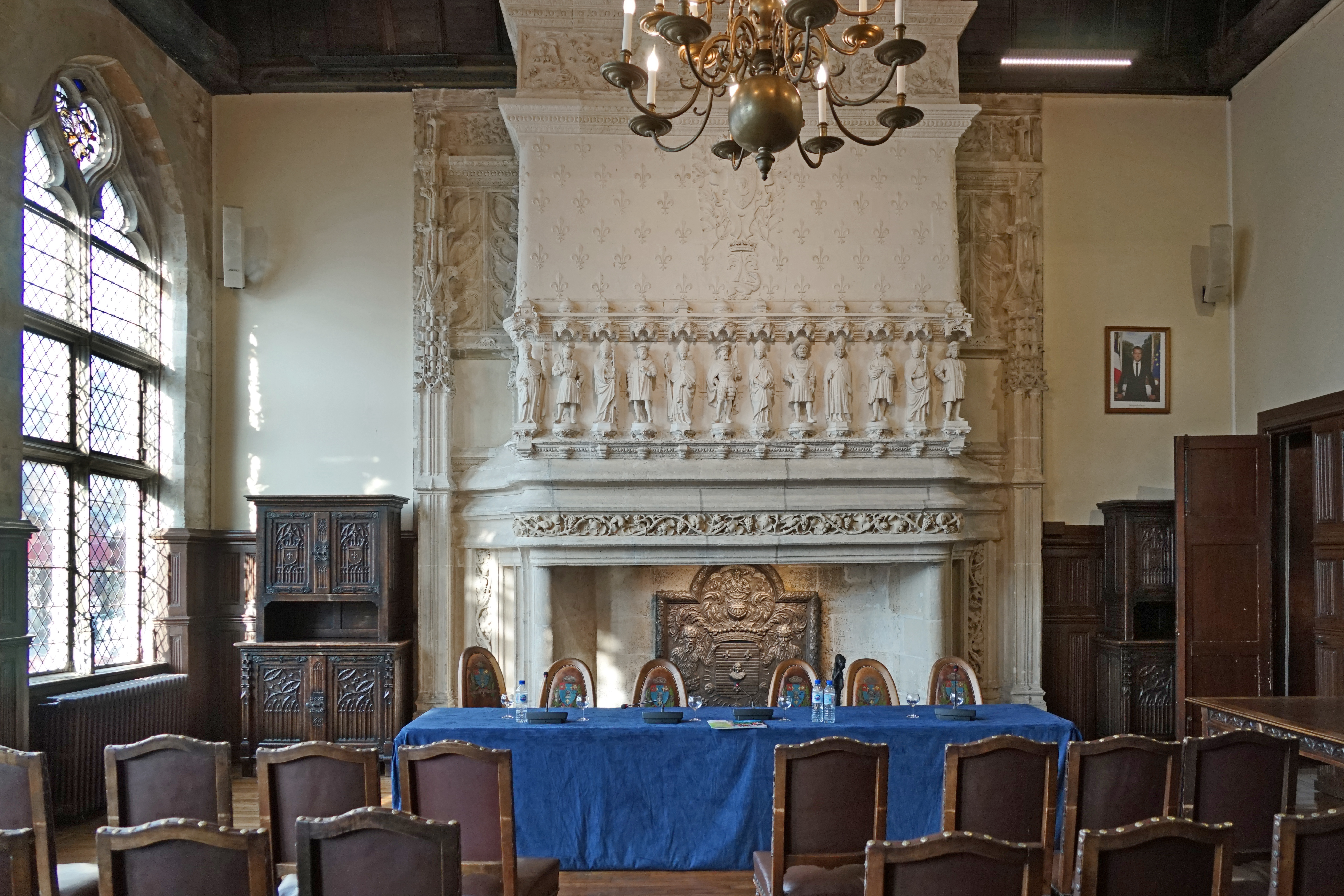
La salle des mariages
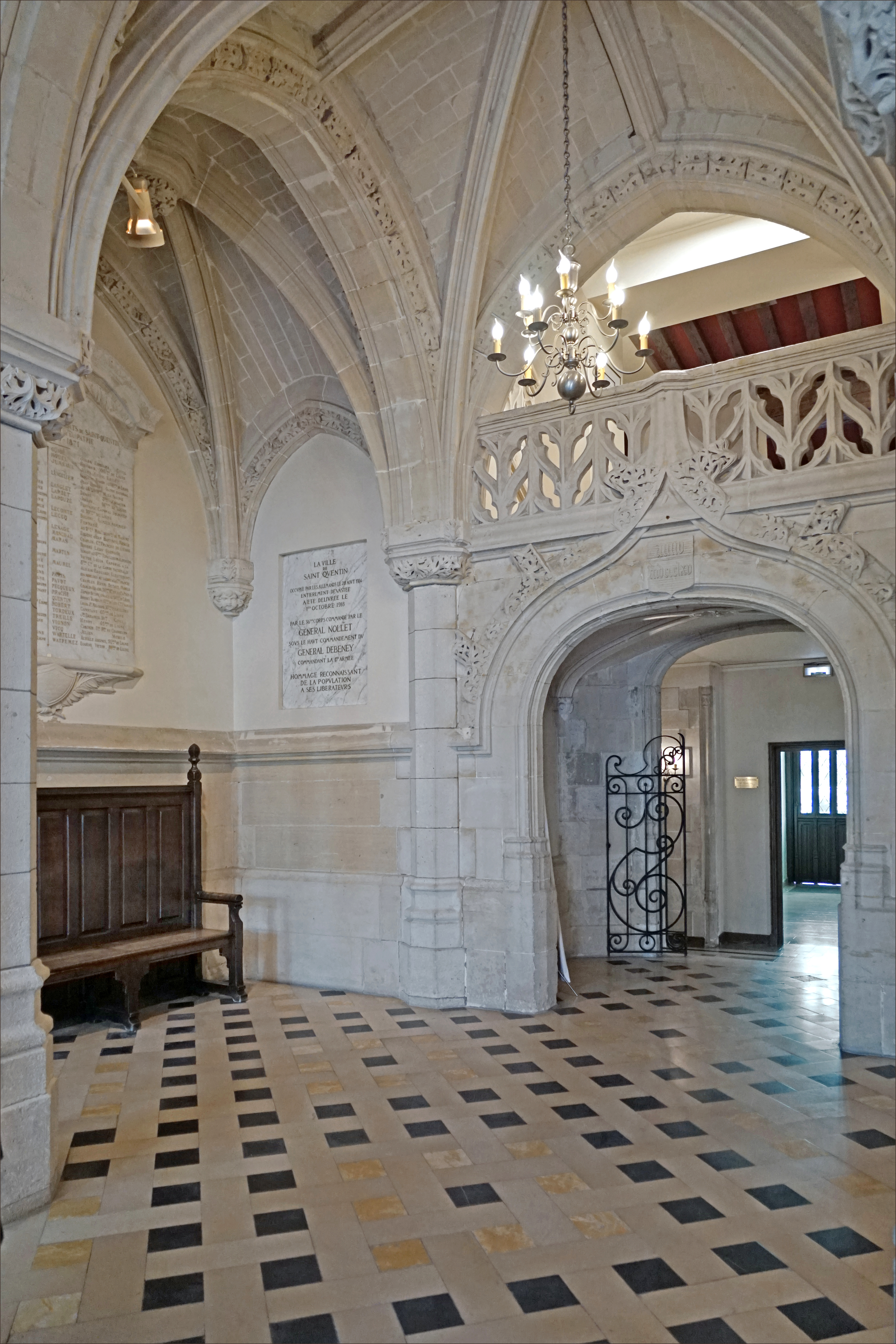
Le hall d'entrée